# Sebastián Solé
Sebastián Solé (Rosario, 12 de junio de 1991) es un jugador argentino de voleibol. Actualmente se desempeña en el Sir Safety Perugia de la Serie A1 de Italia. De 2009 hasta 2022, formó parte de la Selección nacional.
Participó en los Juegos Olímpicos de Londres 2012, Río de Janeiro 2016 y Tokio 2020 donde obtuvo la medalla de bronce. 
Obtuvo la medalla de bronce en el Campeonato Mundial Juvenil de Pune 2009. Recibió los premios como Mejor Bloqueador en los Juegos Panamericanos de 2011 (donde también obtuvo la medalla de bronce), en el Sudamericano de Menores 2008 y en el Mundial de Menores 2009. En el Campeonato Sudamericano de Brasil 2013, ganó el premio como Mejor Central. En 2015, se consagró campeón en los Juegos Panamericanos de Toronto, en Canadá.
En abril de 2022, anunció su retiro de la Selección por medio de un comunicado en sus redes sociales.

## Carrera deportiva
Se formó deportivamente en el Centro Municipal de Rosario y en el Club Rosario Sonder. Luego fue contratado para jugar en el Club Ciudad de Bolívar. 
En 2009, integró la Selección juvenil argentina que obtuvo la medalla de bronce en el Campeonato Mundial Juvenil (Sub-21) de Pune (India).
En 2011, integró el equipo que salió 4º en la Liga Mundial de Voleibol. En 2012, integró el equipo olímpico de su país que se desempeñó en los Juegos Olímpicos de Londres 2012.
Con la selección nacional también participó y obtuvo la medalla de bronce en los Juegos Panamericanos de 2011.
En verano 2013, fichó por el equipo Trentino Volley de Italia y en la temporada 2014/2015 gana su primer  campeonato de Italia.
En 2015, junto a la selección argentina, obtuvo la medalla de oro en los Juegos Panamericanos realizados en Toronto, Canadá, tras vencer a la selección de Brasil 3-2.
En 2020 recibió el Diploma al Mérito de los Premios Konex como uno de los 5 mejores jugadores de voley de la última década en Argentina.
Este mismo año fue transferido al Sir Safety Perugia, uno de los mejores equipos de la Liga A1 de Italia, la de mayor jerarquía mundial a nivel clubes.
En 2021 fue parte de la Selección que ganó la medalla de bronce en los Juegos Olímpicos de Tokio 2020 tras vencer a Brasil 3-2.
En abril de 2022, Solé anunció su retiro de la Selección nacional para «dedicarse de lleno a su familia, su físico y su futuro».

## Palmarés

### Clubes
- Campeonato Sudamericano de Clubes (1) : 2010
- Supercopa de Italia (2) : 2013-2024
- Campeonato de Italia (1) : 2014/2015

### Selección nacional
- Medalla de bronce en los Juegos Panamericanos de 2011

- Medalla de oro en los Juegos Panamericanos de 2015

- Medalla de bronce en los Juegos Olímpicos de Tokio 2020

## Premios
- Olimpia de plata (2015)[10]

- Olimpia de plata (2016)[11]